# Suore agostiniane serve di Gesù e Maria
Le Suore Agostiniane Serve di Gesù e Maria, dette di Veroli, sono un istituto religioso femminile di diritto pontificio: le suore di questa congregazione pospongono al loro nome la sigla A.S.G.M.

## Storia
La congregazione fu fondata da Maria Teresa Spinelli che, chiamata ad aprire una scuola a Frosinone, l'8 ottobre 1821 vi istituì una comunità di maestre pie: il 23 settembre 1827 Francesco Maria Cipriani, vescovo di Veroli, rivestì la Spinelli e le sue sette compagne dell'abito religioso, dando inizio al nuovo istituto.
Le suore adottarono la regola di sant'Agostino e le costituzioni elaborate dal cardinale Pier Marcellino Corradini per le religiose del collegio della Sacra Famiglia di Sezze.
Le agostiniane si diffusero rapidamente in varie località del Lazio e nel 1877 papa Pio IX donò loro una casa a Roma; l'espansione all'estero ebbe inizio nel 1894, con l'apertura di una casa a Malta.
L'istituto, aggregato all'ordine agostiniano dal 20 aprile 1853, divenne di diritto pontificio il 25 luglio 1902.

## Attività e diffusione
Le suore si dedicano all'istruzione e all'educazione cristiana della gioventù in scuole, convitti, orfanotrofi e laboratori.
Oltre che in Italia, sono presenti in Australia, Brasile, Repubblica Democratica del Congo, Filippine, India, Malta, Regno Unito e Stati Uniti d'America; la sede generalizia è a Roma.
Alla fine del 2008 la congregazione contava 369 religiose in 39 case.